# Kestenje
Kestenje is een plaats in de gemeente Cetingrad in de Kroatische provincie Karlovac. De plaats telt 37 inwoners (2001).